# Пол Кретиен
Адриен Пол Александър Кретиен е френски генерал, участвал в Първата световна война . Той прекарва войната, командвайки 30-ти армейски корпус в няколко битки на Западния фронт .

## Биография
Роден в Осон, Кот д'Ор на 12 септември 1862 г., той завършва École spéciale militaire de Saint-Cyr през 1883 г. като втори лейтенант в 1-ви алжирски тирайлерски полк.
През 1892 г. той е капитан в 3-ти алжирски тирайлерски полк . Когато избухва Първата световна война, той е полковник, но от 19 октомври 1914 г. получава временно командване на пехотна бригада. На 18 декември 1914 г. е назначен за бригаден генерал, след което е повишен в дивизионен генерал на 23 декември 1915 г.  Той командва 30-ти армейски корпус на 19 януари 1916 г. На 26 януари предупреждава висшето командване за окаяното състояние на отбраната при Вердюн.   През февруари 1916 г., когато избухва битката при Вердюн, той командва 30-ти армейски корпус, чийто щаб се намира във Форт Сувил. 
След победата на Антантата посещава Варна в качеството си на главнокомандващ на съглашенските войски в България.
Кретиен е раняван два пъти. Първо е обезобразен от куршум, който го улучва в дясното ухо по време на Тонкинската кампания, след това улучен в коляното на 6 септември 1914 г. Генерал Кретиен става командир на Ордена на почетния легион на 25 март 1915 г.
След войната той се оттегля в Аркур, Йор през 1921 г. През 1932 г. става президент на fr:Société libre d'agriculture, sciences, arts et belles-lettres de l'Eure, както и член на Société d'émulation des Côtes-d'Armor.

### Личен живот
Синът му, Марсел Адриен, който е роден на 28 февруари 1898 г., е убит в бой на 8 август 1918 г. по време на Първата световна война като служащ в зуавски полк.   зуави

## Награди
- Легион на честта, Велик офицер (10 декември 1921 г.)
  - Командир на 25 март 1915г
  - Офицер на 30.12.1906г
  - Рицар на 5 юли 1887 г
- Croix de guerre 1914–1918 (1 палма)
- 1914–1918 Медал за междусъюзническа победа
- Възпоменателен медал за експедицията на Тонкин
- 1914–1918 г. Възпоменателен военен медал

### Чуждестранни награди
- Croix de guerre (Белгия)
- Order of the Crown of Italy, Grand crown and grand cross
- War Merit Cross
- Order of the Bath, Knights Companion
- Nichan Iftikhar, Френски протекторат над Тунис (July 28, 1900)

## Препратки
1. ↑  OFFICIERS GÉNÉRAUX DE L'ARMÉE DE TERRE ET DES SERVICES.   p. 56. Посетен на May 16, 2022. (на френски)
2. ↑  Une chronologie Anovi de l'histoire de France en 1916 //    Архивиран от оригинала на 2010-07-05. Посетен на 2023-12-26.
3. ↑  William Westerman, Nicholas Floyd. Clash of the Gods of War: Australian Artillery and the Firepower Lessons of the Great War.   Big Sky Publishing, March 2020. ISBN 9781922265838. Посетен на May 15, 2022.
4. ↑  Добруджанско слово - дигитално копие - 19/03/1919, No. 35, 2 стр.
5. ↑  Base mémoire.
6. ↑  Annuaire des contemporains; notices biographiques.

|  | Тази страница частично или изцяло представлява превод на страницата Paul Chrétien в Уикипедия на английски. Оригиналният текст, както и този превод, са защитени от Лиценза „Криейтив Комънс – Признание – Споделяне на споделеното“, а за съдържание, създадено преди юни 2009 година – от Лиценза за свободна документация на ГНУ. Прегледайте историята на редакциите на оригиналната страница, както и на преводната страница, за да видите списъка на съавторите. ВАЖНО: Този шаблон се отнася единствено до авторските права върху съдържанието на статията. Добавянето му не отменя изискването да се посочват конкретни източници на твърденията, които да бъдат благонадеждни. |